# Аахенський мир (1668)

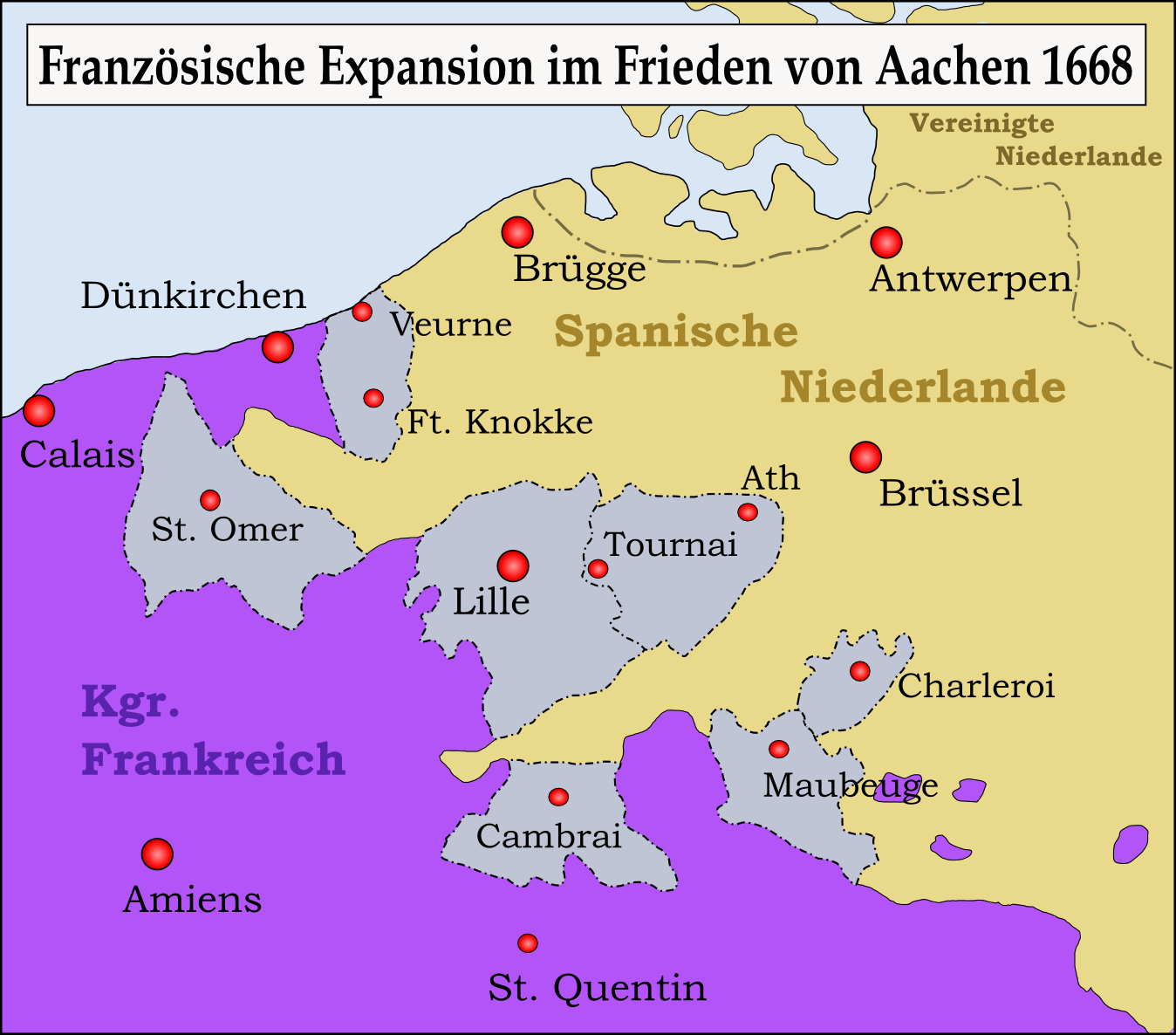
Території відійшли Франції за підсумком Першого Аахенського миру (сірий колір)

Перший Аахенський мирний договір завершив французько-іспанську деволюційну війну 1667–68 років за Іспанські Нідерланди. Укладений 2 травня 1668 року.

## Передісторія договору
Людовік XIV був одружений з дочкою Філіпа IV Іспанського Марією Терезією. Користуючись смертю Філіпа IV Людовік оголосив свої претензії на більшу частину Іспанських Нідерландів, посилаючись на німецьке право спадкування, прийняте між приватними особами в Брабанті і Намюрі. Успіхи Людовика, однак, були зупинені троїстим союзом між Англією, Нідерландами і Швецією, які поставили Іспанію перед вибором поступитися Людовіку XIV або Франш-Конте, або вже завойованою  частиною Фландрії, погрожуючи війною тій стороні, яка не погодиться на ці поступки. Після прийняття французьким королем цих умов в Сен-Жермен-ан-Ле Іспанія погодилася поступитися частиною Фландрії.

## Наслідки і історичне значення договору
У підсумку Франція залишала собі 11 зайнятих нею в Іспанських Нідерландах міст (у тому числі Дуе, Лілль), Куртре, Шарлеруа, але повернула Іспанії Франш-Конте. 
Після реалізації домовленостей за сприяння Троїстого союзу в Аахені 2 травня 1668 було укладено формальний мир, для підтримки якого три держави з'єдналися ще раз за договором 1669 року.